# Ruch jednostajnie zmienny
Ruch jednostajnie zmienny – ruch prostoliniowy, w którym wartość przyspieszenia jest stała, czyli:
{\displaystyle a=\mathrm {const} .}
Jest to ogólny przypadek ruchu jednostajnie przyspieszonego {\displaystyle (a>0)} i opóźnionego {\displaystyle (a<0).}
W ruchu jednostajnie przyspieszonym szybkość wzrasta w każdej jednostce czasu o taką samą wartość, czyli liniowo. Obliczając pole pod wykresem {\displaystyle v(t)} sporządzonym dla rozważanego przypadku ruchu, obliczamy drogę przebytą przez ciało tym ruchem. Jeżeli {\displaystyle v} początkowe równe jest zeru, to obliczamy pole trójkąta. Jeżeli {\displaystyle v} początkowe nie jest równe zeru, obliczamy pole trapezu.

## Definicje
Przemieszczenie
{\displaystyle \Delta x={x_{2}}-{x_{1}}.}
Jest to wielkość wektorowa. Znak przemieszczenia świadczy o tym, w którą stronę osi {\displaystyle x} przesunęło się ciało.
Prędkość średnia
Jeśli ciało w czasie {\displaystyle \Delta t} przesunęło się o {\displaystyle \Delta x,} to:
{\displaystyle v_{sr}={\frac {\Delta x}{\Delta t}}.}
Znak tej wielkości wskazuje średni kierunek ruchu (jest to wielkość wektorowa). Jej wartość nie zależy od drogi, ale od przemieszczenia (więc od położenia początkowego i końcowego). Na wykresie {\displaystyle x(t)} jest ona równa nachyleniu prostej przechodzącej przez punkty na krzywej odpowiadającej początkowi i końcowi przedziału czasu.
Średnia wartość bezwzględna prędkości
Podobna do prędkości średniej, ale zależy od drogi:
{\displaystyle v_{sr}={\frac {droga}{\Delta t}}.}
Prędkość chwilowa (czyli po prostu prędkość)
{\displaystyle v=\lim _{\Delta t\to 0}{\frac {\Delta x}{\Delta t}}={\frac {dx}{dt}}.}
Odpowiada ona nachyleniu wykresu {\displaystyle x(t)} w danym momencie czasu. Jest to wielkość wektorowa.
Przyspieszenie średnie
{\displaystyle a_{sr}={\frac {\Delta v}{\Delta t}}.}
Przyspieszenie chwilowe (czyli po prostu przyspieszenie)
{\displaystyle a={\frac {dv}{dt}}={\frac {d^{2}x}{dt^{2}}}.}
Na wykresie jest to nachylenie wykresu {\displaystyle v(t)} w danym momencie czasu. Jest to wielkość wektorowa.

## Równania
Równania te są spełnione, tylko gdy badane ciało porusza się ze stałym przyspieszeniem
{\displaystyle v=v_{0}+at,}
{\displaystyle x-x_{0}=v_{0}t+{\frac {1}{2}}at^{2},}
{\displaystyle v^{2}=v_{0}^{2}+2a(x-x_{0}),}
{\displaystyle x-x_{0}={\frac {1}{2}}(v_{0}+v)t,}
{\displaystyle x-x_{0}=vt-{\frac {1}{2}}at^{2}.}